# Eupithecia sibylla
Eupithecia sibylla är en fjärilsart som beskrevs av Butler 1882. Eupithecia sibylla ingår i släktet Eupithecia och familjen mätare. Inga underarter finns listade i Catalogue of Life.